# わるいやつら
『わるいやつら』は、松本清張の長編小説。『週刊新潮』に連載（1960年1月11日号 - 1961年6月5日号、全73回、連載時の挿絵は御正伸）、加筆訂正の上、1961年11月、新潮社から単行本として刊行された。後に電子書籍版も発売されている。
医者の社会的権威を利用して犯罪に手を染めてゆく医師と、その人間関係を描く、長編ピカレスク・サスペンス。
1980年に松竹で映画化、また4度テレビドラマ化されている。

## あらすじ
戸谷信一はある病院の院長、病院の経営は苦しく、赤字は毎月増えるばかりであったが、妻・慶子との別居中に作った愛人から、金を巻き上げては赤字の穴埋めに充てていた。最近新たにデザイナーの槙村隆子を知った戸谷は、彼女に強い興味を持ち、結婚に持ち込みたいと思うようになった。そのためさらに多額の金が必要になったが、その金も愛人から絞り取ることで乗り切れると戸谷は考えていた。しかし、愛人の一人である横武たつ子の病夫の急死に、思わぬ関わりを持った ことから、戸谷とその周囲の人間の運命は狂い出し…。

### 出版
単行本刊行後、1962年に新潮社ポケット・ライブラリ版、1966年に上下巻に分冊した新潮文庫版が刊行された。1970年に光文社のカッパ・ノベルスから上下巻の分冊版が刊行され、1971年には文藝春秋の『松本清張全集』第14巻に収録された。

## 登場人物
以下は原作における設定を記述。
戸谷 信一
東京・中野のとある病院の院長。高名な医者であった亡父・信寛の病院を継ぐが、医療への情熱はとうに失っている。
槙村 隆子
若くして銀座で一流洋装店を経営するデザイナー。美貌と資産を兼ね備えている。
藤島 チセ
銀座の高級洋品店「パウゼ」の経営者。戸谷の3年越しの愛人。
横武 たつ子
大きな家具店の妻女。戸谷の愛人。
藤島 春彦
藤島チセの夫。
横武 常治郎
横武たつ子の夫。
横武 二郎
横武たつ子の義弟。
寺島 トヨ
看護婦長。表には出さないが、蒼い情念を持っている。
下見沢 作雄
弁護士。奇妙に世間のいろいろな事情に通じる男。

## エピソード
- 本作執筆のきっかけとして、著者の母が1955年に死んだ際、埋葬許可証を発行する区役所の手続きが非常に簡単で、係員が死亡診断書を発行した医者に問い合わせることをせず、診断書の記載がそのまま形式的に通過していくことに驚き、創作のヒントを得たと著者は述べている[3]。
- 本作は連載中から読者の反響が大きく、当時、著者がバーや料亭に行くと、ホステスや女中から、次の展開をよく訊かれたという[4]。
- 雑誌連載時は原稿用紙1460枚であったが、単行本化時には1200枚分に圧縮された。一例として、戸谷が藤島チセと皆生温泉へ行き、チセと関係を持つ場面が描写された連載第4回は、単行本化時にすべて削除されている。また、連載時の物語は冬に始まる設定となっているが、単行本では夏に変更されている[5]。

## 映画版
1980年6月28日に松竹系にて公開された。松竹・霧プロダクション第1回提携作品。英語題名『Bad Sorts』。上映時間は129分。槙村隆子のその後に関して、原作にないエピソードがラストに追加されている。現在はDVD化されている。

### キャスト
- 槙村隆子 - 松坂慶子
- 戸谷信一 - 片岡孝夫
- 藤島チセ - 梶芽衣子
- 田中慶子 - 神崎愛
- 横武たつ子 - 藤真利子
- 寺島トヨ - 宮下順子
- 横武常次郎 - 米倉斉加年
- 藤島春次 - 山谷初男
- 銀行支店長 - 滝田裕介
- 粕谷事務長 - 神山寛
- 看護婦・林 - 西田珠美
- 木村勇造刑事 - 梅野泰靖
- 刑事 - 小林稔侍
- 刑事 - 稲葉義男
- 刑事 - 関川慎二
- 地検検事 - 蟹江敬三
- 見習看護婦・佐々木 - 雪江由記
- 試験係・山下 - 香山くにか（ノンクレジット）
- 槙村のスタッフ - なつきれい（ノンクレジット）
- 高級クラブのマダム - 風祭ゆき（「吉田さより」名義）
- スポンサー風の男 - 小沢栄太郎
- 榊弁護士（戸谷の弁護） - 渡瀬恒彦
- 井上警部 - 緒形拳
- 地裁・裁判長 - 佐分利信
- 下見沢作雄 - 藤田まこと

### スタッフ
- 監督 - 野村芳太郎
- 製作 - 野村芳太郎、野村芳樹
- 脚本 - 井手雅人
- 音楽 - 芥川也寸志、山室紘一
- 撮影 - 川又昻
- 美術 - 森田郷平
- 編集 - 太田和夫
- 録音 - 山本忠彦
- 配給 - 松竹

### エピソード
- ファッションデザイナーの森英恵が衣裳を提供したが、原作者自身が出演交渉をして、最後のファッションショーのシーンでは客席に座ることになった[8]。
- 製作発表は1980年5月8日、六本木のディスコ「GIZA（ギゼ）」（現存しない。日本初の「お立ち台」と「すしバー」が設置されたとする説がある）で行われたが、写真家の大竹省二や紀伊國屋書店社長の田辺茂一、デザイナーの石津謙介をメンバーに、「わるいやつらの会」を発足させるという変わった趣向のものであった。この時、槙村隆子を演じる松坂慶子と原作者は、マスコミの注文に応じ、ダンスを披露した[9]。

## テレビドラマ

### 1985年版
『松本清張スペシャル・わるいやつら』は、1985年4月2日に日本テレビ系列「火曜サスペンス劇場」（火曜日21:02 - 23:24）で放送された2時間ドラマである。主演は古谷一行。
視聴率は22.7%（関東地区・ビデオリサーチ社調べ）。
当初、戸谷信一役は田村正和が演じる予定であったが、クランクイン初日に田村が緊急入院、ドクターストップがかけられた。これを受け、休暇中の古谷一行が急遽戸谷役を演じることになったが、このことが2002年放送の『松本清張スペシャル・事故』まで、同枠の松本清張原作ドラマ計13作に出演する契機となった。

#### キャスト
- 戸谷信一（東京都心の総合病院の二代目院長） - 古谷一行
- 槇村隆子（新進デザイナー・チロル洋装店を経営） - 名取裕子
- 寺島トヨ（戸谷病院の婦長・戸谷の愛人） - ちあきなおみ
- 横武たつ子（家具屋の後妻・戸谷の愛人） - 泉じゅん
- 横武常次郎（たつ子の夫） - 暮林修
- 横武たつ子の義弟 - 小野川公三郎
- 藤島（人形店社長・チセの夫）- 宮田光
- 藤島社長の友人（麻雀仲間） - 浅沼晋平
- 藤島チセ（人形店の妻・戸谷の愛人） - 加藤治子
- 戸谷病院事務長 - 西田昭市
- 寺山看護婦（戸谷病院の見習い） - 柿崎澄子
- 井上警部 - 小林稔侍
- 井上警部の上司 - 大林丈史
- 内藤刑事 - 三谷昇
- 刑事 - 中沢青六
- 分析医 - 加島潤
- 網走の刑事 - 佐藤英夫
- 下見沢作雄（弁護士・戸谷の友人） - 原田芳雄
- 木村真理、披岸喜美子、今野鶏三、山口奈美、服部哲治、色川弘恭、代志住正、峰祐介、羽生昭彦、小森英明、影山真弓、中屋敷鉄也、寺内悦夫、村上記代、光映子、ガーソン・バンスタイン

#### スタッフ
- 企画 - 小坂敬（日本テレビ）、山本時雄（日本テレビ）
- プロデューサー - 嶋村正敏（日本テレビ）、板橋貞夫（松竹）、林悦子（霧企画）
- 原作 - 松本清張「わるいやつら」
- 脚本 - 大野靖子
- 監督 - 山根成之
- 音楽 - 大谷和夫
- 撮影 - 加藤正幸
- 美術 - 猪俣邦弘
- 照明 - 麓川仁志
- 録音 - 今井康雄
- 編集 - 松浦和也
- 現像 - 東洋現像所
- 音楽協力 - 日本テレビ音楽
- 制作 - 日本テレビ、松竹、「霧」企画

| 日本テレビ系列 火曜サスペンス劇場         | 日本テレビ系列 火曜サスペンス劇場            | 日本テレビ系列 火曜サスペンス劇場            |
| 前番組                                    | 番組名                                       | 次番組                                       |
| ----------------------------------------- | -------------------------------------------- | -------------------------------------------- |
| 心身症の犬 （原作：佐野洋） （1985.3.26） | 松本清張スペシャル わるいやつら （1985.4.2） | 逆光の中の女 （原作：落合恵子） （1985.4.9） |

### 2001年版
『松本清張特別企画・わるいやつら』は、2001年4月8日にBSジャパン「BSミステリー」（日曜日21:00 - 23:24）で放送されたテレビ東京・BSジャパン共同制作の2時間ドラマである。地上波では、2001年4月18日にテレビ東京系列「女と愛とミステリー」（水曜日20:54 - 23:18）で放送。主演は豊川悦司。
制作局でもあるBSジャパン（現：BSテレ東)で繰り返し再放送されたほか最近では、BS12で2022年9月21日に再放送された。

#### キャスト
- 戸谷信一 - 豊川悦司
- 寺島トヨ美 - 藤真利子
- 槙村隆子 - 萬田久子
- 横武たつ子 - 広岡由里子
- 戸谷慶子 - 杉本彩
- 羽柴刑事 - 岡本信人
- 坂口刑事 - 吉田次昭
- 種田 - ルー大柴
- 種田の部下 - 丸野保
- 槙村隆子の秘書 - 葉山レイコ
- 横武たつ子の弟 - 住若博之
- 藤島千世の夫 - 村上幹夫
- 藤島千世の夫の身内 - 染谷勝則
- 杉田副支店長 - 中島久之
- 林医師 - 内田健介
- 浅沼看護婦 - 尾上紫
- 鈴木良枝 - 服部妙子
- 下見沢作雄 - 内藤剛志
- 藤島千世 - 十朱幸代
- 横武康男 - 千葉茂
- 高土新太郎、上原由香、樅木英介、酒井翔太郎、清水康暉、二聖いず美、青樹幸

#### スタッフ
- 原作 - 松本清張「わるいやつら」
- 脚本 - 田中晶子
- 監督 - 松原信吾
- 音楽 - 岩間南平
- 技術協力 - 映広、東映化学TOVIC
- プロデュース - 不破敏之、小坂一雄
- 制作 - テレビ東京、BSジャパン、電通音楽出版、レオナ

| テレビ東京系列 女と愛とミステリー                   | テレビ東京系列 女と愛とミステリー           | テレビ東京系列 女と愛とミステリー                     |
| 前番組                                              | 番組名                                      | 次番組                                                |
| --------------------------------------------------- | ------------------------------------------- | ----------------------------------------------------- |
| 夏樹静子サスペンス 最後に愛を見たのは （2001.4.11） | 松本清張特別企画 わるいやつら （2001.4.18） | 闇の脅迫者 （江戸川乱歩の『陰獣』より） （2001.4.25） |

### 2007年版
『松本清張・最終章 わるいやつら』は、2007年1月19日より3月9日まで、ABC・テレビ朝日の共同制作により、テレビ朝日系列で毎週金曜日21:00 - 21:54 に放送された連続テレビドラマである。主演は米倉涼子。
2004年の『松本清張 黒革の手帖』、2006年の『松本清張 けものみち』に続く3部作の最終章と位置付けられており、本ドラマの主演も米倉が務めた。原作は病院長・戸谷信一を主人公とするが、本作では主人公が米倉演ずる看護師・寺島豊美（寺島トヨ）に変更されている。映像ソフトとしてDVD-BOXが発売されている。

#### キャスト
戸谷病院
- 寺島豊美〈31〉（戸谷病院の中堅看護師） - 米倉涼子
- 戸谷信一〈40〉（戸谷病院院長・口が巧く複数の女性と関係を持っている） - 上川隆也
- 葉山耕太〈28〉（経験の浅い新人医師） - 平山広行
- 沼田看護師長（粕谷と共に先代から仕えてきた看護師長） - 朝加真由美
- 粕谷事務長（先代から仕えている戸谷病院事務長） - 伊武雅刀

槇村家
- 槇村隆子〈27〉（新進気鋭のデザイナーで資産家の令嬢） - 笛木優子
- 隆子の父 - 佐々木勝彦
- 隆子の母 - 大塚良重

横武家
- 横武龍子〈33〉（材木問屋の社長夫人） - 小島聖
- 横武常次郎 - 佐渡稔
- 横武誠二 - でんでん

藤島家
- 藤島チセ〈48〉（名古屋の料亭の女将） - 余貴美子
- 藤島春彦 - 笹野高史

その他
- 下見沢作雄〈40〉（戸谷信一の友人で弁護士・様々な業界の情報に通じている） - 北村一輝
- 戸谷慶子 - 森口瑤子
- 樋口美津代 - 大森暁美
- 井上刑事 - 大杉漣
- 嘉治刑事（ノンキャリアの若手刑事） - 金子昇
- 裁判長 - 志賀廣太郎
- 検察官 - 中丸新将

※以下、カッコ内は出演話数
- 伊藤圭(1)-(6)(8)、竹山メリー(1)-(6)(8)、入江真緒(1)-(6)(8)、中村真知子(1)-(6)(8)、千野裕子(1)-(8)、有竹美香(2)-(7)、佐渡稔(1)、弘中麻紀(1)、廻飛男(1)、有川加南子(1)(2)、海野美智子(1)(2)、櫻井直美(1)(2)(5)、矢部裕貴子(2)、渡辺杉枝(2)、小林さやか(2)、仁平裕子(2)(4)、和田京子(2)、和知大祐(2)、有福正志(3)、田口主将(3)、野村信次(3)、蓬萊照子(3)、イアン・ムーア(3)、末広ゆい(3)、椎場辰朗(4)、佐々木勝彦(5)、大塚良重(5)、有福正志(5)、中山久美子(5)(6)、増子倭文江(6)、坂俊一(6)、井上浩(6)、林洋平(6)、桐島大陽(6)、藤原美穂(6)(7)、大西美紀(6)、上村愛香(7)、吉満涼太(7)、坂口進也(7)、ト字たかお(7)、福島里美(7)、ひがし由貴(7)、添田沙南(8)、まいど豊(8)、伊藤博幸(8)、小嶌天天(8)、坂本三城(8)、高橋瞬(8)、齋藤一(8)

#### スタッフ
- 原作 - 松本清張「わるいやつら」
- 脚本 - 神山由美子（黒革の手帖でも脚本を手がけた）
- 演出 - 松田秀知（共同テレビ）、藤田明二（テレビ朝日）
- 主題歌 - 安良城紅「Luna」（avex trax）
- プロデューサー - 内山聖子（テレビ朝日）、中川慎子（テレビ朝日）、奈良井正巳（ABC）
- 番組宣伝 - 渡邉亜希子（ABC）、村上弓（テレビ朝日）
- 協力プロデューサー - 霜田一寿、梅田玲子（THE WORKS）
- 技術協力 - バスク、テイクシステムズ
- 美術協力 - テレビ朝日クリエイト
- チーフプロデューサー - 五十嵐文郎（テレビ朝日）
- 制作協力 - THE WORKS
- 制作 - ABC・テレビ朝日

#### 放送日程
| 各話                                                       | 放送日        | サブタイトル             | 演出     | 視聴率 |
| ---------------------------------------------------------- | ------------- | ------------------------ | -------- | ------ |
| 第1話                                                      | 2007年1月19日 | 医師と看護師の危険な情事 | 松田秀知 | 13.6%  |
| 第2話                                                      | 2007年1月26日 | 悪党VS白衣を脱いだ悪女   | 松田秀知 | 10.1%  |
| 第3話                                                      | 2007年2月02日 | 悪女が牙をむく!          | 藤田明二 | 09.1%  |
| 第4話                                                      | 2007年2月09日 | 誘惑と愛憎の果て         | 藤田明二 | 07.2%  |
| 第5話                                                      | 2007年2月16日 | 決別…悪女の最期          | 松田秀知 | 06.2%  |
| 第6話                                                      | 2007年2月23日 | 大逆転悪女のワナ         | 藤田明二 | 08.7%  |
| 第7話                                                      | 2007年3月02日 | 三億円を奪う!!           | 藤田明二 | 09.8%  |
| 最終話                                                     | 2007年3月09日 | 最後に笑う女             | 松田秀知 | 10.1%  |
| 平均視聴率 9.35%（視聴率は関東地区・ビデオリサーチ社調べ） |               |                          |          |        |

#### 遅れネット局
- 福井放送（日本テレビ系列）
- 山陰放送（TBS系列）
- 宮崎放送（TBS系列）

| 朝日放送・テレビ朝日共同制作・テレビ朝日系列 金曜9時枠の連続ドラマ | 朝日放送・テレビ朝日共同制作・テレビ朝日系列 金曜9時枠の連続ドラマ | 朝日放送・テレビ朝日共同制作・テレビ朝日系列 金曜9時枠の連続ドラマ |
| 前番組                                                             | 番組名                                                             | 次番組                                                             |
| ------------------------------------------------------------------ | ------------------------------------------------------------------ | ------------------------------------------------------------------ |
| 家族 〜妻の不在・夫の存在〜 （2006.10.20 - 2006.12.8）             | 松本清張・最終章 わるいやつら （2007.1.19 - 2007.3.9）             | 生徒諸君! （2007.4.20 - 2007.6.22）                                |

### 2014年版
『松本清張 わるいやつら』は、2014年3月16日（日曜日20:00 - 21:54）にBS日テレで放送された2時間ドラマである。「BS日テレオリジナルドラマ作品」と銘打ち放送された。

#### キャスト
- 戸谷信一 - 船越英一郎（青年期 - 森田桐矢）
- 寺島豊美 - 室井滋
- 横武多紀代 - 床嶋佳子
- 槇村隆子 - 平山あや
- 藤島知里 - 秋野暢子
- 下見沢作雄 - 半海一晃
- 井上英明 - 梨本謙次郎
- 粕谷明 - 日野陽仁
- 弁護士 - 緒形幹太
- 今井孝祐
- 重松隆志
- 栗田よう子
- 坂本祐祈

#### スタッフ
- 脚本 - 深沢正樹
- 音楽 - 奥山まさし
- 演出 - 雨宮望
- 技術協力 - アップサイド、日放
- 照明協力 - Kカンパニー
- 美術協力 - テレビ朝日クリエイト
- プロデュース - 西牟田知夫、山本和夫
- 協力プロデューサー - 北島和久（日テレアックスオン）
- 製作プロダクション - ドラマデザイン社
- 製作著作 - BS日テレ